# برهوم
برهوم (به عربی: برهوم) یک شهرداری در الجزایر است که در استان مسیله واقع شده‌است. برهوم ۲۳٬۶۲۰ نفر جمعیت دارد.